# François-Jean Bralle
François-Jean Bralle (11 gennaio 1750 – 12 giugno 1832) è stato un architetto e ingegnere francese, noto soprattutto per la costruzione di fontane a Parigi durante il periodo di Napoleone Bonaparte.
Fu incaricato di costruire quindici nuove fontane a Parigi, tra cui la fontaine de Mars, la fontaine du Fellah e la Fontaine du Palmier in Place du Châtelet, che sono ancora funzionanti.

## Bralle e le fontane del Decreto di Saint Cloud
Bralle era uno specialista in ingegneria idraulica. Durante la Rivoluzione francese e sotto il consolato di Napoleone Bonaparte, fu nominato direttore della Macchina di Marly, che pompava acqua dalla Senna per alimentare le fontane dei Giardini di Versailles. Era anche responsabile delle pompe di Chaillot, di Gros-Caillou e de La Samaritaine, che pompavano acqua dalla Senna per fornire acqua potabile ai parigini.
Il 2 maggio 1806 Napoleone emanò il Decreto di Saint Cloud, che iniziava: "Dal prossimo 1º luglio, l'acqua sgorgherà da tutte le fontane di Parigi giorno e notte, in modo da fornire acqua non solo per le singole persone e le necessità del pubblico, ma anche per rinfrescare l'atmosfera e per pulire le strade." Il decreto disponeva che le fontane esistenti fossero pulite e messe in ordine e fornite di acqua fresca dagli acquedotti, che fossero riparate le pompe a vapore e idrauliche, e che "Nella città di Parigi saranno erette quindici nuove fontane, per le quali i progetti saranno presentati al ministro dell'Interno».
Il progetto dell'approvvigionamento idrico e della costruzione delle fontane fu affidato a Francois-Jean Bralle, che deteneva il titolo di Chef du service des eaux de la Ville de Paris. Gli fu dato uno stanziamento di 540.000 franchi nel 1806 per costruire le fontane e un'ulteriore somma di 80.000 franchi fu aggiunta nel 1808 per completare il progetto. Bralle a sua volta incaricò diversi architetti di progettare le fontane. Architetti di nuovi edifici, come Gondoin, Brongniart e Vaudoyer, furono incaricati di creare nuove fontane davanti ai nuovi edifici da loro progettati.
Le fontane volute da Bralle con decreto del 2 maggio 1806 dovevano trovarsi presso:
- Il Marché des Jacobins, rue Saint-Honoré
- Il castello d'eau, piazza Tribunat. (non costruita).
- Sopra le fogne di place des Trois Marie
- In un posto nuovo all'estremità del Pont au Change. La Fontaine de la Paix, ora in allee de Seminarire.
- Ai piedi dell'acquedotto di Saint-Jean le Rond, contro il muro della chiesa di Notre-Dame
- Ai piedi dell'acquedotto, rue des Lions Saint-Paul
- Rue Popincourt, vicino alla caserma dell'esercito
- Rue Saint-Dominique, a Gros Caillou, vicino alla caserma dell'esercito (La Fontaine de Mars)
- Sulla piazza del Palazzo delle arti. (Fontana chiusa nel 1865 e statue di leoni trasferite in piazza Boulogne-Billancourt.)
- In rue des Sèvres, all'ospizio per malati incurabili (Fontaine du Fellah).
- All'intersezione di rue de Vaugirard, rue d'Assis e rue de l'Ouest. La Fontaine de Leda, oggi nascosta dietro la Fontana de' Medici nel Giardini del Lussemburgo.
- Sulla piazza Saint-Sulpice
- Di fronte al liceo Bonaparte, rue Caumartin.
- In Rue Mouffetard, tra rue Censier e rue Fer-a-Moulin (demolita nel 1866-1867 per far posto a Rue Monge).
- Nella piazza alla fine di rue du Jardin des Plantes.

Quattordici delle quindici fontane in progetto furono costruite da Bralle tra il 1806 e il 1808. Vennero realizzate da molti architetti diversi, in molti stili diversi, che andavano dall'egizio al classico. Tutte condividevano lo stesso problema; una carenza d'acqua. Prima del completamento del nuovo canale che Napoleone stava costruendo per portare l'acqua a Parigi, il meglio che potevano fornire era un sottile flusso d'acqua da diversi getti; non c'era abbastanza pressione dell'acqua per lanciarla verso l'alto.

## Le fontane di Bralle oggi
Durante le ricostruzioni di Parigi che seguirono l'Impero francese, in particolare durante il Secondo Impero francese di Napoleone III, molte furono demolite o trasferite in nuove sedi. Le più importanti delle fontane di Bralle ancora esistenti sono:
- La Fontaine du Palmier, Place du Châtelet
- La Fontaine du Fellah, in Rue de Sèvres
- La Fontaine de Léda, nascosta dietro la Fontana de' Medici nei Giardini del Lussemburgo.